# Jacques-Louis Descemet
Jacques-Louis Descemet (1761–1839) fue un botánico, rosalista e hibridador francés, que está considerado como el primer obtentor de rosas de Francia. 

## Biografía
Nace en París en 1761 en el seno de una familia de viveristas en París, en la que ha pasado de padres a hijos el mantenimiento del « jardin des Apothicaires », situado en la "rue de l'Arbalète", en el barrio de Saint Marcel en París desde el siglo XVI. Jacques-Louis Descemet heredó este cargo de su padre y administra de forma paralela a su propio vivero en el que en particular aclimata árboles exóticos.
Jacques-Louis Descemet, que llega a ser « jardinier-fleuriste » del señor, Hermano del Rey, muestra un creciente interés en el cultivo de las rosas. De acuerdo con un inventario elaborado en 1785, las rosas representan cuarenta secciones (de un total de alrededor de trescientas cincuenta) que consta de 6000 plantas, una gran mayoría de Centfeuilles.
Se hace Franc-masón, miembro de la célebre Loge des Neuf Soeurs que aglutina artistas, personas de talento, y fisiócrata.   
En el Revolución, se pierde la mayor parte de sus clientes y vende sus viveros para reasentarse en 1792 en Saint-Denis . El 1 de abril de 1793, renunció a su cargo en el jardín Boticario. En Saint-Denis, se convierte en criador Rosas alrededor de 1804, cuando la emperatriz Josefina comenzó su colección de rosas. Sabemos sus obtenciones a través de Vibert que conscientemente los ha anotado en su propio catálogo en 1819. En él se identifican 176 vaiedades, pero había probablemente más. Se convirtió en un notable, entró en el consejo municipal en 1809 y fue nombrado alcalde de Saint-Denis 1812-1814.
A la caída del Imperio, Saint-Denis es asediado por los rusos y después ocupados por los ingleses. Los Viveros Descemet son saqueados por los ingleses. Descement está quiebra, y no recibe ninguna ayuda estatal por lo que debe dispersar su colección de rosas. Parte de sus rosas es adquirida por Jean-Pierre Vibert que las transfiere a Chennevières-sur-Marne en agosto de 1815.
Después de su quiebra, se exilió en Rusia y se estableció en 1818 a Odesa. Con el apoyo del gobierno ruso, obtuvo el cargo de profesor y director del jardín botánico, que se crea. Introdujo muchas especies exóticas de árboles, pero no parece haber creado nuevas variedades de rosas. Dirige el Jardín Botánico hasta 1833 y murió en Odesa en 1839.

## Obtencionesde Jacques-Louis Descemet

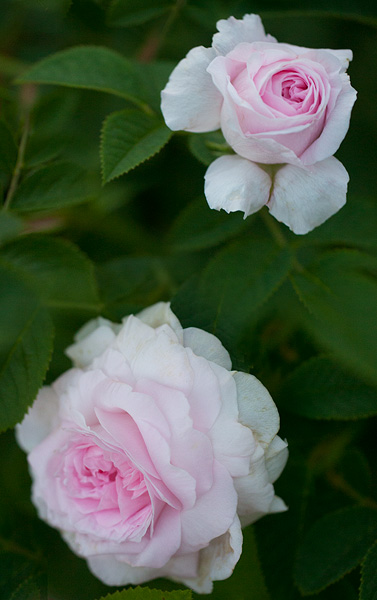
'Chloris' 1815, Grupo: Alba.
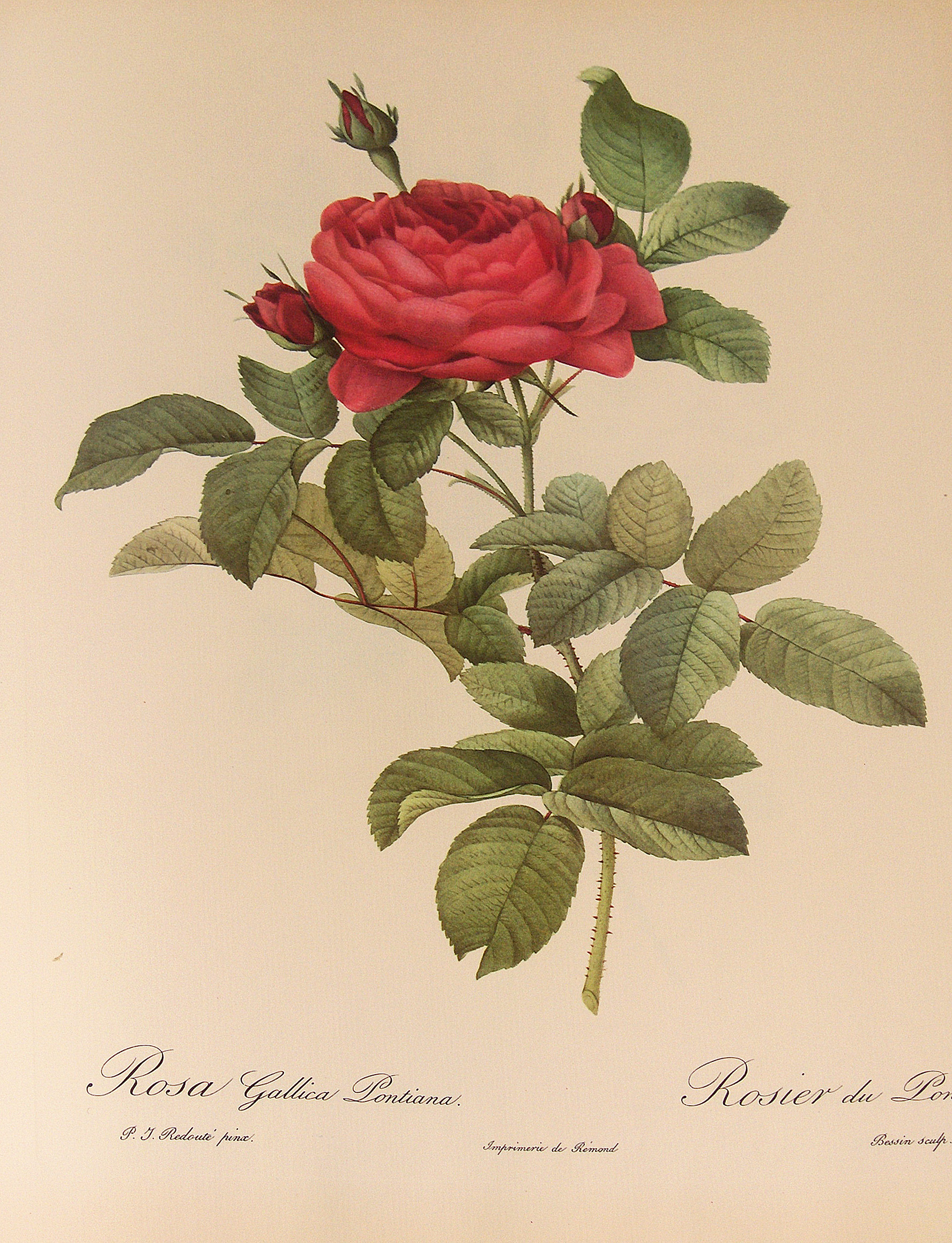
'Manteau Pourpre' 1810, Grupo: Gallica.
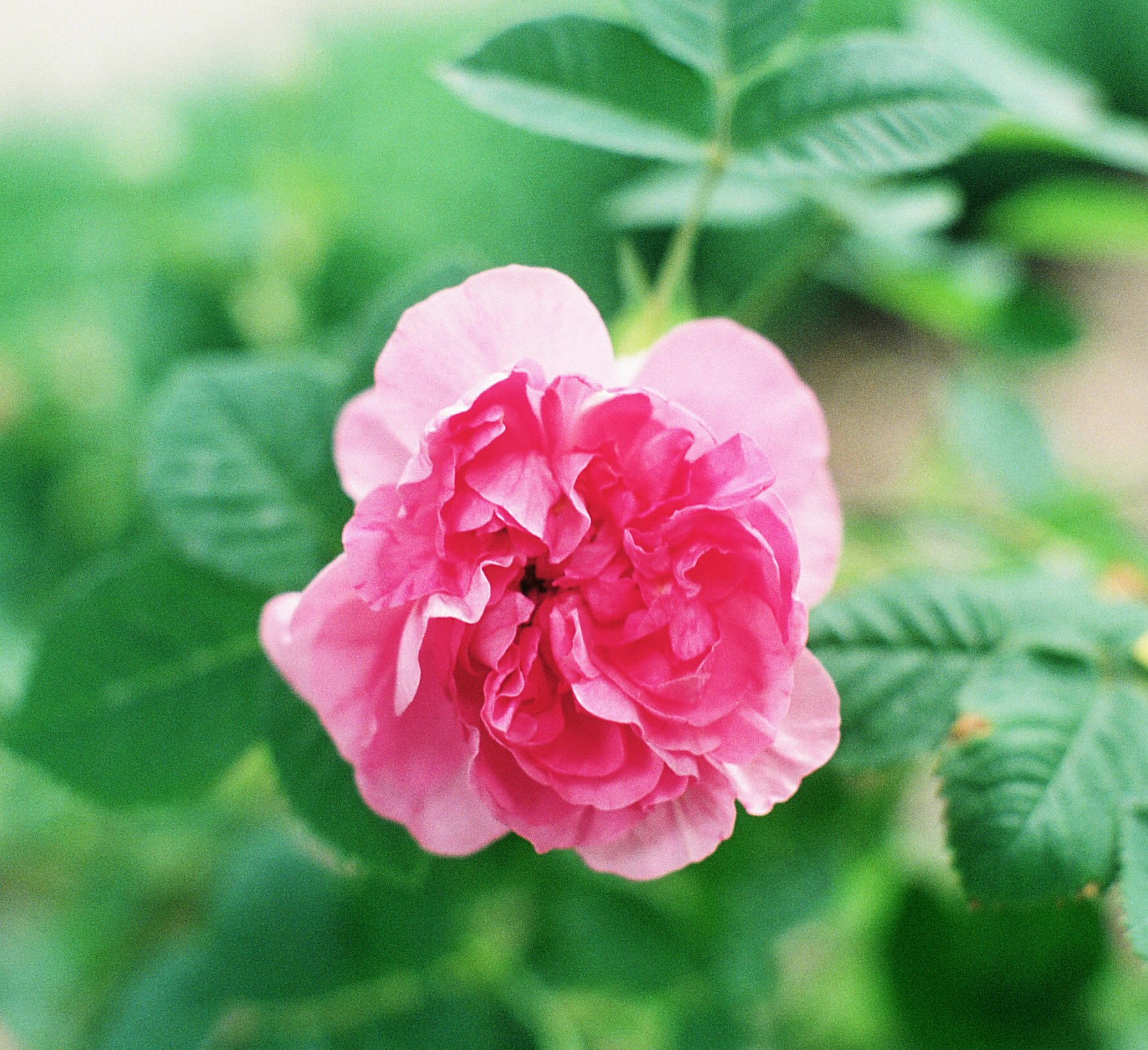
'Impératrice Joséphine' 1815, Grupo: Gallica.